# Theudigisel
Theudigisel či Theudegisel (lat. Theudigisclus, esp. Teudiselo, Teudigiselo nebo Teudisclo) byl v letech 548–549 vizigótským králem. Často bývá ze seznamu panovníků vynecháván, stejně jako Agila. Theudigisel byl vévoda, sloužící řadu let Theudesovi. Během roku 541 porazil jako velitel Franky, za úplatek jim však umožnil návrat do Franské říše. V roce 549 byl zavražděn, králem Vizigótů vládl pouhý rok. 
Podle Isidora ze Sevilly byl Theudigisel zavražděn, protože „veřejnou prostitucí znesvětil manželství mnoha mocných mužů“ a byl zavražděn skupinou spiklenců během hostiny v Seville. I Řehoř z Tours poznamenal, že k vraždě došlo během hostiny, během níž byly sfouknuty svíce a poté ve tmě neznámá osoba zabila Theudigisela. Podle Řehoře z Tours si "Gótové osvojili zavrženíhodný zvyk zabít každého krále, který se jim znelíbil, a nahradit ho na trůnu někým, koho momentálně preferovali".